# 志願救急隊、前へ
『志願救急隊、前へ』（しがんきゅうきゅうたい、まえへ、独: Freiwillige vor!）は、ヨハン・シュトラウス2世が作曲した行進曲である。作品番号は付けられていない（WoO）。1887年に初演された。

## 作曲背景

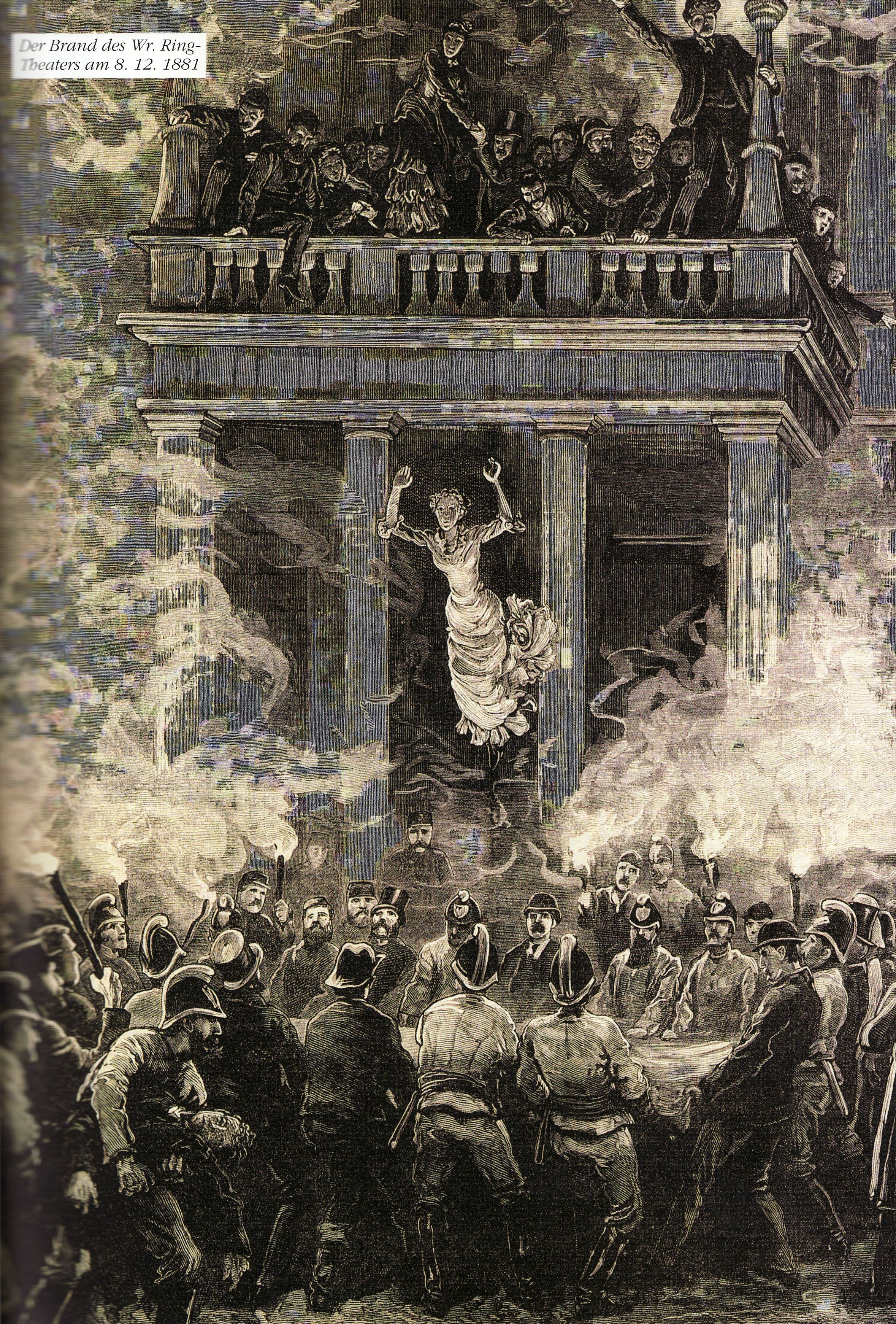
1881年、リング劇場で発生した大火災。二階から救助を求める人々と、救助作業にあたる人々の様子を描いた絵。

1881年冬、アン・デア・ウィーン劇場と並ぶウィーンのオペレッタの中心地、リング劇場で大火災が発生した。約400名もの犠牲者を出し、ウィーンの劇場史上最悪の惨事といわれた。この事件を教訓として志願救急隊が組織され、その活動を援助するために舞踏会が催されるようになった。この舞踏会のためにヨハン・シュトラウス2世が1887年に作曲したのが、勇敢な志願救急隊たちを称える行進曲『志願救急隊、前へ』である。
なお、このリング劇場の火災は、防災管理の不備が原因であった。この事故を機に、ウィーン市民のオペレッタ熱は急速に冷めていった。安全性を確保できないオペレッタから離れていった市民が代わりに目を向けたのは、上流階級のための娯楽であるオペラであった。しかし大多数の市民にとって当時のオペラはあまりに退屈なものだったため、彼らは舞台などは見ようとせず、客席にいる社交界の有名人を目で追いかけるばかりであった。事態を憂慮したオペラ劇場の幹部は、やがてシュトラウスにオペラの作曲を持ちかけるに至った。
リング劇場で起きた1881年の悲惨な火災事故が、ウィーン・オペレッタの衰退を招く一因になり、ひいてはシュトラウスのオペラ『騎士パズマン』に繋がってゆくのである。

## 関連文献
- 加藤雅彦『ウィンナ・ワルツ ハプスブルク帝国の遺産』日本放送出版協会〈NHKブックス〉、2003年12月20日。ISBN 4-14-001985-9。
- 河野純一『ハプスブルク三都物語』中央公論新社〈中公新書〉、2009年11月25日。ISBN 978-4-12-102032-1。